# Kaurilands
Kaurilands est une banlieue d’Auckland, qui est sous la gouvernance locale du conseil d’Auckland. 

## Toponymie
La zone a été appelée Kaurilands depuis au moins 1925, avec des lots en vente à partir de 1926.

## Démographie
La banlieue de Kaurilands avait une population de 3177 habitants selon le recensement de 2018 en Nouvelle-Zélande, avec une augmentation 126 personnes (soit 4,1 %) depuis le recensement de 2013 en Nouvelle-Zélande, et une augmentation de 207 personnes (soit 7,0 %) depuis le recensement de 2006 en Nouvelle-Zélande. 
Il y a 1041 foyers avec 1548 hommes et 1629 femmes, donnant un sexe-ratio de 0,95 homme pour une femme. 
L’âge médian est de 37,9 ans, avec 729 personnes (soit 22,9 %)  âgées de moins de 15 ans d’âge , 531 personnes (soit 16,7 %) sont âgées de 15 à 29 ans, 1590 personnes (50,0 %) sont  âgées de 30 à 64 ans, et 324 personnes (soit 10,2 %) sont âgées de 65 ans et plus.
L’ethnicité est pour  82,3 % européens/Pākehā, 11,6 % Māori, 6,0 % personnes du Pacifique, 12,2 % originaire d’Asie, et 3,3 % d’une autre ethnicité (L’addition du total peut être de plus de 100 % dans la mesure où une personne peut se dire de multiples ethnicités).
La proportion de personnes nées outre-mer est de 27,8 %, à comparer avec 27,1 % au niveau national.
Bien que certaines personnes objectent à donner leur religion, 61,2 %  n’ont aucune religion, 25,6 % sont chrétiens, et 7,3 % ont une autre religion.
Parmi ceux d’au moins 15 ans d’âge, 843 personnes (34,4 %) ont une licence ou un degré plus élevé et 276 personnes (11,3 %) n’ont aucune qualification formelle. 
La médiane des revenus était de 43,100 $. 
Le statut d’emploi de ceux d’au moins 15 ans est pour 1359 personnes (soit 55,5 %)  un emploi à plein temps, pour 393 personnes (soit 16,1 %) un emploi à mi-temps et 66 personnes (soit 2,7 %) sont  sans emploi 

## Éducation
- Glen Eden Intermediate School (en) est une école pour les années 7 à 8 avec un effectif de 1048 élèves[4]

L’école fut fondée en 1961 .
- L’école de Kaurilands School est une école contribuant au primaire, allant des années 1 à 6, avec un effectif de 743 élèves[6]. L’école fut fondée en 1955[7]. Les deux écoles sont mixtes. Les effectifs sont ceux de mars 2020